# スタッフ・アップ
株式会社スタッフ・アップ（Staff-up）は、日本の芸能事務所である。本社は東京都港区に所在している。多数の系列会社で構成されている。

## 概要
1983年11月、芸能プロダクションでマネージャーを務めていた現社長・戸張立美が、女優・岡江久美子を擁して株式会社スタッフ・アップを設立。1989年1月、系列会社として有限会社スタッフ・ポイントを設立。1997年5月、筧利夫を中心とした有限会社スタッフ・テンが戸張社長と筧の前所属事務所・伊藤事務所により設立。
2016年10月よりスタッフ・アップ俳優スクールを設立。新人の育成にも力を入れている。

## グループ会社
- 株式会社スタッフ・アップ (Staff-up)
- 有限会社スタッフ・ポイント (Staff-point)
- 有限会社スタッフ・テン (Staff-ten)
- 株式会社スタッフ・プラス (Staff-plus)
- 株式会社スタッフ・ワン (Staff-one)
- 株式会社スタッフ・アネックス(staff-anex)

## 主な所属者

### スタッフ・アップ
- 岡江久美子（肖像・著作権管理）
- 筧利夫
- 秋本奈緒美
- 三船美佳
- 酒井和歌子
- 星ようこ
- 麻尋えりか
- 里内伽奈
- 秋里由佳
- 楊原京子
- 金児憲史
- 寺泉憲
- 仁支川峰子

## 過去のグループ各社所属者
- 愛里（旧芸名：田中愛里）
- 青山郁代
- 赤松真吾
- 浅野麻衣子
- 池田昌子（旧芸名：湖田翔子）
- 池田桃子
- 石渡真維
- 湶尚子
- 稲葉年哉
- 井上彩名
- 井上千花
- 井上美琴
- 植田あつき
- 内浦純一
- 宇津宮雅代
- 大川雅世
- 大森華恵
- 大和田獏
- 大和田美帆
- 沖直未
- 荻野貴継
- 小田エリカ
- 小野しおり
- 甲斐まり恵
- 笠原紳司
- かとうかず子
- 金井勇太
- 蟹瀬誠一
- 蟹瀬レナ（旧芸名：蟹瀬令奈）
- 加納みゆき
- 上堂薗恭子
- 川合千春
- Carolyn Minx（旧芸名：Cyana-Lei）
- 黒田耕平
- 香坂美月
- 小早川俊輔
- 小林且弥
- 小林位江
- 斎藤えみり（旧芸名：斎藤絵美理）
- 斎藤梨沙
- 榊英雄
- 坂辺一海
- 佐野大樹
- しいなえいひ（旧芸名：椎名英姫）
- Ciel
  - 川田沙優
  - 吉田玲奈（旧芸名：佳田玲奈）
- 篠永あや
- 島ふみ
- 清水めぐみ
- 白沢あかね
- 鈴木里穂
- 関野沙織
- 高尾晃市
- 高品格（1994年3月死去）
- 高橋和志
- 高橋ジョージ
- 竹内佳菜子
- 舘山聖奈（現：関西テレビアナウンサー）
- 田中結花
- 津田寛治
- 堤千穂
- 鳥越マリ
- 中垣内彩加（旧芸名：永原あや）
- 長崎真友子
- 中島佳美
- 中村千怜
- 中村光里 (1984年生まれ)
- 南條玲子
- 西岡徳馬
- 西川瑞
- 橋本じゅん
- 花岡みづほ
- 伴一彦
- 広瀬久実
- 広瀬みか（旧芸名：琴乃みか）
- 広瀬有理亜
- 深川栄洋
- 藤井樹（本名：西山和孝）
- 藤沢祐里
- 藤嶋美伶
- 藤谷明日香
- 藤森麻由
- 堀江慶
- 増澤ノゾム（旧芸名：増沢望）
- 増田沙有里
- 松本健
- 松本眞佳
- マリカ・グレース
- 三浦アキフミ
- 宮嶋剛史
- 美元
- 望月さや
- 森一芳
- 安田育生
- 山県みつき
- 優妃（旧芸名：西岡優妃）
- 吉満寛人（旧芸名：吉満涼太）
- ヨリコ ジュン
- 梨香
- 若林志穂（旧芸名：若林しほ）
- 神保美喜
- 小田ひかり
- 谷沢龍馬
- 寺本一樹
- 真辺照太
- 上脇結友
- 中野歩
- 井上あすか
- 大内唯
- Mika+Rika（旧芸名：MIKA☆RIKA、MikaRika）
- Sharo（シャロ）
- 竪山隼太
- 竹田麻衣
- 竹原桃子
- 真壁勇樹
- 月那春陽
- 北條真央
- 新木莉央
- 玉木健仁
- 田辺誠一（広告契約窓口）
- 菊井柚奈（旧芸名：小山希来々）
- 石黒 洋平
- 忠津 勇樹
- 濱嵜  凌
- 吉川 秀輝
- 大東 英史
- 平塚  蓮
- 湖春
- 中根百合香